# オクトパス (コージー・パウエルのアルバム)
『オクトパス』（原題：Octopuss）は、イギリスのドラマー、コージー・パウエルが1983年に発表した、ソロ名義では3作目のスタジオ・アルバム。

## 背景
パウエルは本作のリリース前にホワイトスネイクに加入しており、本作のソングライティングやレコーディングにもホワイトスネイクのメンバーが参加した。ただし、映画音楽のカヴァーである「633部隊」（『633爆撃隊』より）と「ビッグ・カントリー」（『大いなる西部』より）はロンドン交響楽団との共演で、前者はパウエルのドラム・ソロ・コーナーでも演奏されていた。また、「ダートムーア」は旧知のゲイリー・ムーアおよびドン・エイリーと共にレコーディングされた。

## 反響・評価
母国イギリスでは、1983年5月28日付の全英アルバムチャートで86位となるが、翌週にはトップ100圏外に落ちた。ジェフ・バートンは2017年、loudersound.comにおいて本作に10点満点中5点を付け「"633 Squadron"や"The Big Country"の仰々しいヴァージョンが収録されているが、これらはジェフ・ウェインに似すぎている」と評している。

## 収録曲
特記なき楽曲はコージー・パウエルとメル・ギャレーの共作。
1. アップ・オン・ザ・ダウン "Up on the Downs" – 3:55
2. 633部隊 "633 Squadron" (Ron Goodwin) – 4:13
3. オクトパス "Octopuss" (Cozy Powell, Colin Hodgkinson) – 5:53
4. ビッグ・カントリー "The Big Country" (Jerome Moross, Morty Neff, Jack Lewis) – 2:56
5. フォーミュラ・ワン "Formula One" – 3:21
6. プリンスタウン "Princetown" – 4:37
7. ダート・ムーア "Dartmoore" (Gary Moore) – 5:41
8. ザ・ラットラー "The Rattler" (C. Powell, David Coverdale) – 2:57

## 参加ミュージシャン
- コージー・パウエル - ドラムス
- メル・ギャレー - ギター
- ゲイリー・ムーア - ギター(on #7)
- ジョン・ロード - キーボード
- ドン・エイリー - キーボード(on #7)
- コリン・ホッジキンソン - ベース
- ロンドン交響楽団(on #2, #4)